# Bonamia burchellii
Bonamia burchellii är en vindeväxtart som först beskrevs av Jacques Denys Denis Choisy, och fick sitt nu gällande namn av Hallier f. Bonamia burchellii ingår i släktet Bonamia och familjen vindeväxter. Inga underarter finns listade i Catalogue of Life.

## Bildgalleri

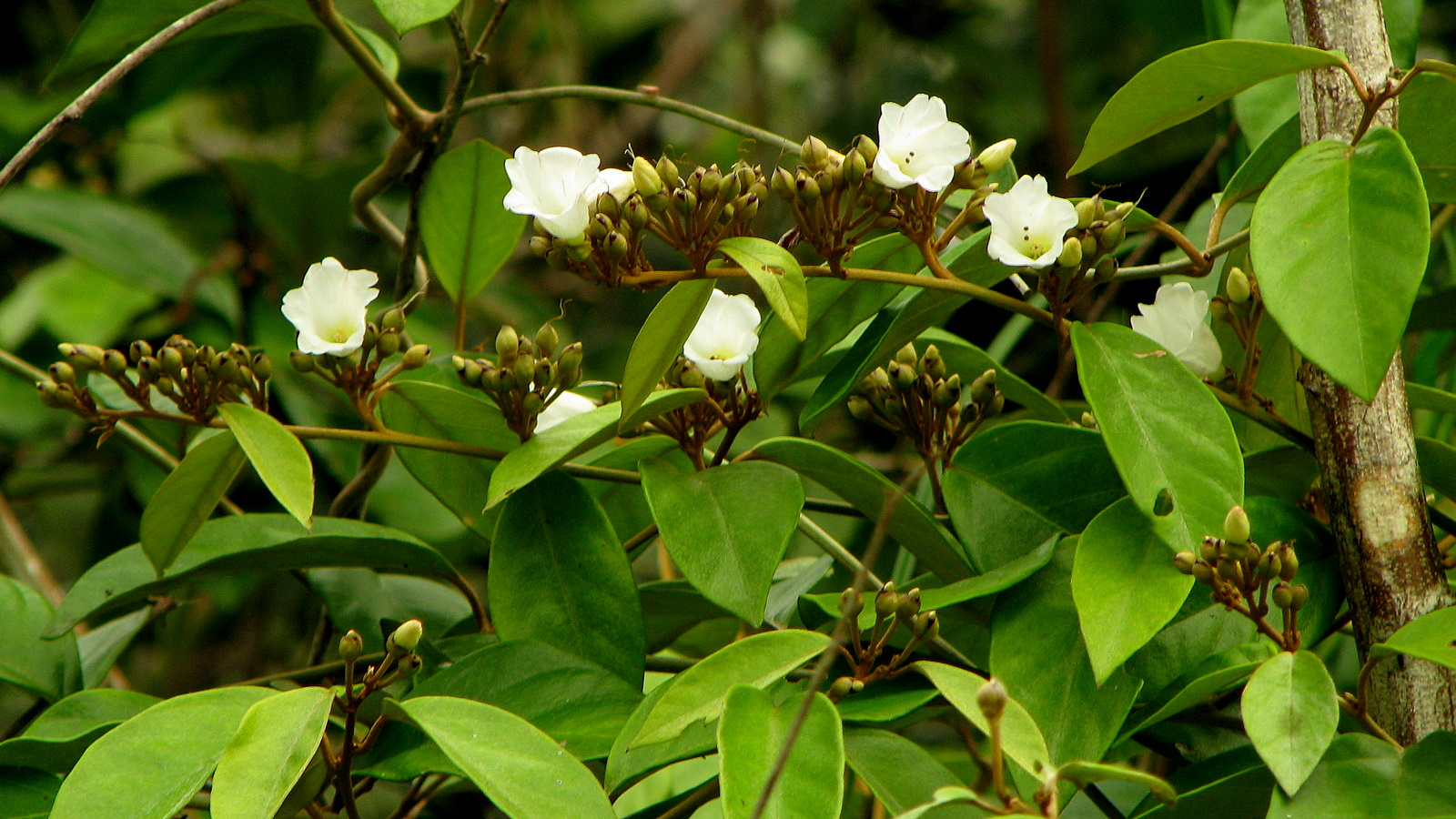